# 関西学生混声合唱連盟
関西学生混声合唱連盟（かんさいがくせいこんせいがっしょうれんめい）は、関西を所在地とする6つの大学混声合唱団で構成される連盟。通称は「関混連（かんこんれん）」もしくは「KKR」。1966年発足。名誉顧問は松浦周吉（故人）、現在の顧問は本城正博（パナソニック合唱団 常任指揮者）。

## 加盟団体
- 大阪大学混声合唱団
- 関西大学混声合唱団ひびき
- 関西学院大学混声合唱団エゴラド
- 神戸大学混声合唱団アポロン
- 同志社学生混声合唱団C.C.D.
- 立命館大学混声合唱団メディックス

## 略歴
1964年に関西大学混声合唱団ひびきと立命館大学混声合唱団メディックスが合同練習を催したことに端を発し、1966年に関西学院大学混声合唱団エゴラド、同志社学生混声合唱団C.C.D.が加わり、4団で関西学生混声合唱連盟を発足。1969年に大阪大学混声合唱団、神戸大学混声合唱団アポロンが加盟し、現在の6団による連盟となる。
1970年、大阪厚生年金会館中ホールにて第1回の合同定期演奏会を開催。その後、1980年の第11回定期演奏会から2008年の第39回定期演奏会までは、毎年フェスティバルホールにて定期演奏会を開催していたが、フェスティバルホールの老朽化に伴う建て替え工事のため、他のホールでの開催を余儀なくされる。その後は、毎年5月ないし6月にザ・シンフォニーホールや京都コンサートホール大ホール、兵庫県立芸術文化センターKOBELCO 大ホールなど、京阪神のホールにおいて定期演奏会を開催しており、2019年には第50回の定期演奏会をザ・シンフォニーホールにて開催するに至った。
定期演奏会の最終ステージに据えられる6団合同演奏では、これまでに田中信昭、伊東恵司、藤井宏樹、斉田好男、清水敬一らを客演指揮者として招くほか、池辺晋一郎、松下耕、信長貴富らの委嘱初演を行っている。
その他、連盟での主な活動として、6団の新入生がレクリエーションなどを通して交流する「フレッシュマン交歓会」（毎年5月）や、各団の単独定期演奏会での演奏曲目の一部を互いに披露し、講評を交わす「レパートリー交歓会」（毎年10月ないし11月）がある。
2024年、長井賞を受賞。

## 初演作品
- 池辺晋一郎 - 混声合唱組曲「今はない木々の歌」（1989年、指揮：田中信昭）
- 小林秀雄 - 混声合唱とピアノのための曲集「樫の木の歌」（1996年、指揮：中村健）
- 松下耕 - 混声合唱組曲「鳥のために」（1999年、指揮：松下耕）
- 高嶋みどり - 混声合唱組曲「青いメッセージ」（2006年、指揮：伊東恵司）
- 千原英喜 - 「CANTATA・カンタータ＜洪水＞―ギルガメシュ叙事詩・第十一の書板『大洪水の話』より」（2009年、指揮：斉田好男）
- 名田綾子 - 混声合唱とピアノのための「歌は繋いだ手のように」（2015年、指揮：伊東恵司）
- 信長貴富 - 混声合唱とピアノのための「墓碑銘」（2019年、指揮：雨森文也）

他